# Opel Admiral A

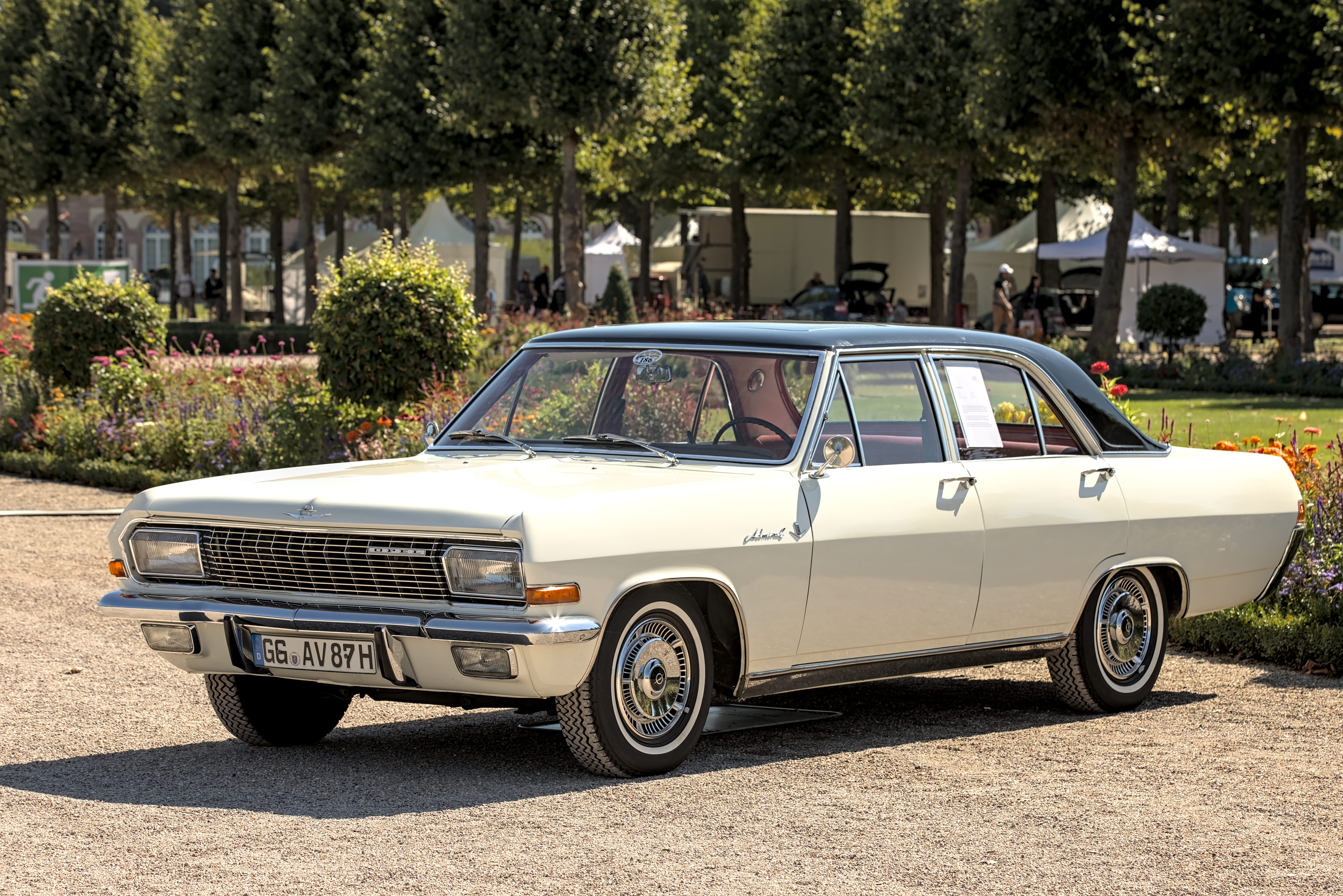
Opel Admiral A V8.

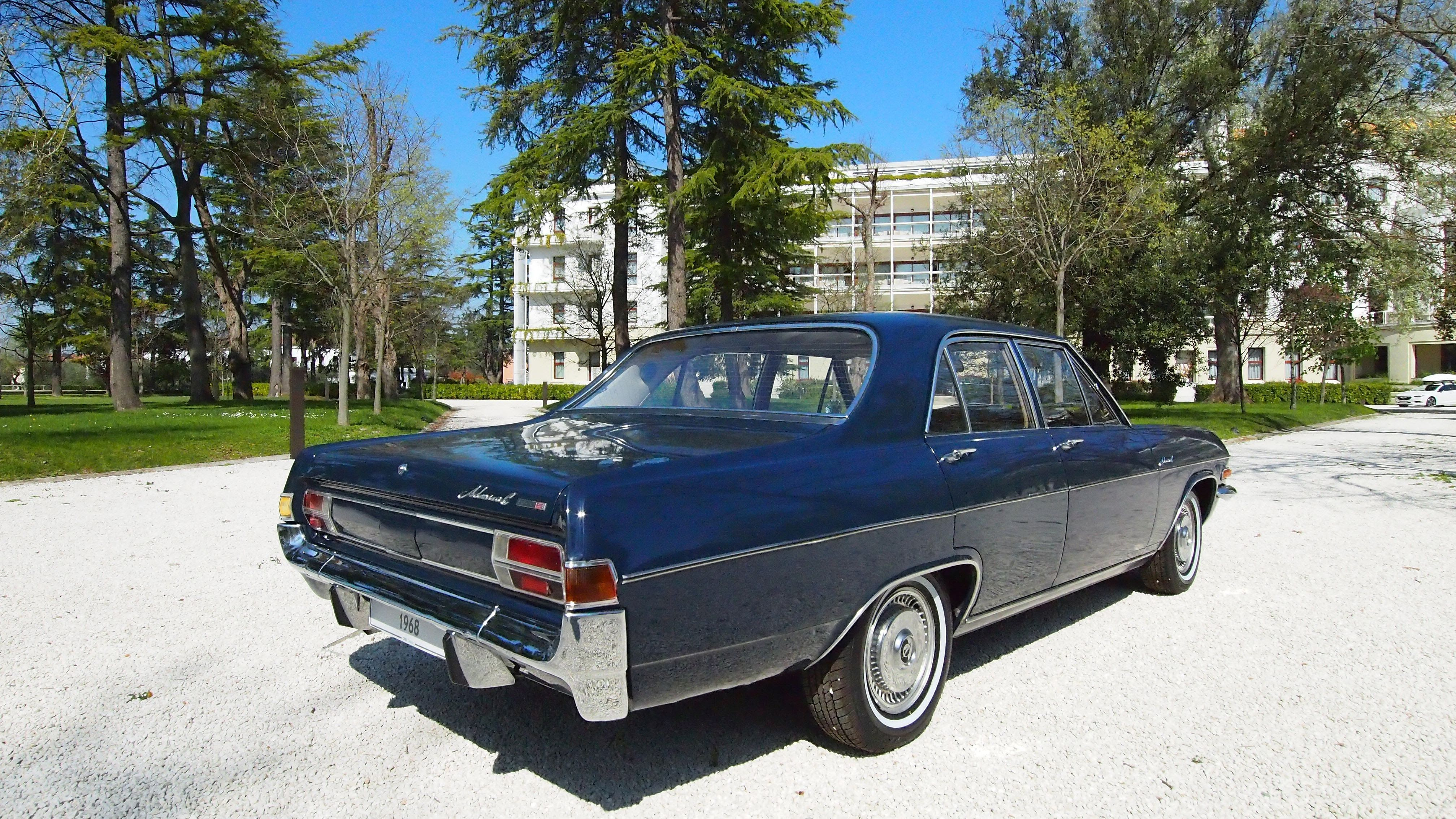
Opel Admiral A, vue arrière.

L'Opel Admiral A est un modèle d'inspiration américaine du constructeur automobile allemand Opel. Modèle de luxe du trio Kapitän-Admiral-Diplomat (KAD), l'Opel Admiral A a principalement existé en berline quatre portes, et fut construite de 1964 à 1968 à raison de 55 876 exemplaires.
Elle était motorisée en 1964 par un 6 cylindres en ligne de 2,6, puis en 1965 par un 6 cylindres 2,8 litres, et il était aussi possible en 1965 également, de l'obtenir avec le V8 Chevrolet de 4,6 litres qui équipait le modèle supérieur dont 622 furent commercialisés. Avec la motorisation à 6 cylindres en ligne, sa puissance s'étageait de 100 à 140 ch. Avec le moteur V8, elle atteignait la puissance de 190 ch et une vitesse de près de 200 km/h.
Un rarissime coupé a également été produit par Karmann à 304 exemplaires, qui bénéficiait d'un V8 de 5,4 litres de 230 ch et atteignait 206 km/h.